# Gian-Carlo Rota
Gian-Carlo Rota (Vigevano, 27 de abril de 1932 – Cambridge, Massachusetts, 18 de abril de 1999) fue un matemático y filósofo italiano, nacionalizado estadounidense. Pasó la mayor parte de su carrera en el Instituto de Tecnología de Massachusetts, donde trabajó en los campos de la combinatoria, el análisis funcional, la teoría de la probabilidad y la fenomenología.

## Biografía

### Primeros años y educación
Nació en Vigevano (Italia) en el seno de una familia de gran cultura: su padre Giovanni, ingeniero civil, poseía una biblioteca de más de 5.000 volúmenes. La hermana de su padre, Rosetta Rota, licenciada en Matemáticas y relacionada con el grupo de Roma de Enrico Fermi, era la mujer del escritor y aforista Ennio Flaiano. Rota vivió en Vigevano hasta los 13 años. A finales de la Segunda Guerra Mundial su familia tuvo que refugiarse en Valsesia, ya que su padre Giovanni figuraba en una lista negra elaborada por las milicias fascistas.
En 1947 la familia emigró a Ecuador, donde Giovanni Rota tenía contactos laborales; aquí Giancarlo asistió al Colegio Americano de Quito y más tarde, mientras su familia regresaba a Italia, se trasladó en 1950 a Estados Unidos para estudiar en la Universidad de Princeton. Aquí tuvo como profesores a Alonzo Church, Emil Artin, Solomon Lefschetz y William Feller, y obtuvo la licenciatura en Matemáticas en 1953 con una tesis de grado titulada On the solubility of linear equations in topological vector spaces ("Sobre la solubilidad de ecuaciones lineales en espacios vectoriales topológicos"), dirigida por William Feller. Durante este periodo también se dedicó intereses filosóficos, que comenzaron con la lectura de Croce, estudió filosofía con John Rawls y se familiarizó con la obra de Edmund Husserl y Martin Heidegger.
Tras licenciarse, prosiguió sus estudios de matemáticas en la Universidad de Yale, donde obtuvo su maestría en 1954. En 1956 se doctoró en Matemáticas ttras completar una tesis doctoral titulada Extension Theory Of Ordinary Linear Differential Operators ("Teoría de extensión de los operadores diferenciales lineales ordinarios"), bajo la supervisión de Jacob T. Schwartz. En Yale también entró en contacto con Marvin Minsky.

### Carrera
La mayor parte de su carrera docente tuvo lugar en el Instituto de Tecnología de Massachusetts (MIT): de hecho, residió allí desde 1959, con la excepción de los años 1965-1967, durante los cuales estuvo en la Universidad Rockefeller. Hasta ahora es el único profesor del MIT que ha ocupado simultáneamente los cargos de catedrático de Matemáticas y Filosofía.
Desde 1966 trabajó en el Laboratorio Nacional de Los Álamos, donde entabló amistad con Stanislaw Ulam; también fue asesor de la Corporación RAND (1966–71) y del Laboratorio Nacional de Brookhaven (1969–1973). Rota fue elegido miembro de la Academia Nacional de Ciencias en 1982, fue vicepresidente de la Sociedad Matemática Americana (AMS) de 1995 a 1997 y miembro de otras muchas organizaciones matemáticas y filosóficas.
Tras iniciar sus investigaciones en el análisis funcional, desplazó el centro de sus intereses hacia las teorías combinatorias, disciplinas que estudió durante toda su vida y a las que realizó contribuciones fundamentales. Un artículo suyo de 1964, de gran influencia, inauguró la teoría de las álgebras de incidencia (una generalización de la teoría de la inversión de Möbius y el principio de inclusión-exclusión). Cuando en 1988 se le concedió el Premio Steele, la motivación citó este trabajo como el máximo responsable de la revolución que incorporó la combinatoria a la corriente principal de las matemáticas modernas.
También proporcionó fundamentos rigurosos para el cálculo umbral y unificó las teorías de las series de Sheffer y las series polinómicas de tipo binomial; contribuyó al crecimiento de la teoría de las matroides y de las geometrías combinatorias; trabajó en problemas fundamentales del cálculo de probabilidades y, por último, proporcionó orientaciones generales para la teoría de las superálgebras.
Como filósofo, se adhirió a la fenomenología de Edmund Husserl y se ocupó de cuestiones de filosofía de las matemáticas; mantuvo posturas claramente críticas con la filosofía analítica.
En 1961 fundó la revista Advances in Mathematics.
Rota fue nombrado doctor honoris causa por las universidades de Estrasburgo (1984), L'Aquila (1990), Bolonia (1996) y la Universidad Politécnica de Brooklyn (1997).

### Muerte
Rota murió repentinamente de un ataque al corazón el 18 de abril de 1999, mientras dormía en su casa de Cambridge (Massachusetts).